# Arrondissement de Civray
L'arrondissement de Civray est une ancienne subdivision administrative française du département de la Vienne créée le 17 février 1800 et supprimée le 10 septembre 1926. Les cantons furent rattachés à l'arrondissement de Montmorillon.

## Composition
Il comprenait les cantons de Availles-Limouzine, Charroux, Civray, Couhé et Gençay.

## Sous-préfets
| Période           | Période           | Identité                 | Fonction précédente                            | Observation                                                                |
| ----------------- | ----------------- | ------------------------ | ---------------------------------------------- | -------------------------------------------------------------------------- |
|                   |                   |                          |                                                |                                                                            |
| 11 septembre 1870 | 6 janvier 1874    | Louis Cottineau          |                                                | Remplacé                                                                   |
|                   |                   |                          |                                                |                                                                            |
| 5 décembre 1876   | 31 mai 1877       | Henri Gignoux de Bernède | Sous-préfet de Montfort                        | Nommé sous-préfet de Joigny                                                |
|                   |                   |                          |                                                |                                                                            |
| 30 décembre 1877  | 8 novembre 1882   | Henri Gignoux de Bernède | Sous-préfet de Joigny                          | Remplacé                                                                   |
| 8 novembre 1882   | 31 juillet 1885   | Césaire Dufay            |                                                | Nommé sous-préfet de Mortagne                                              |
| 31 juillet 1885   | 5 août 1885       | André Halary             | Conseiller de préfecture de la Haute-Vienne    | Nommé sous-préfet de Mortagne                                              |
| 5 août 1885       | 8 juin 1891       | Césaire Dufay            | Sous-préfet de Mortagne                        | Nommé sous-préfet de Blaye                                                 |
| 8 juin 1891       | 6 juillet 1895    | Pierre Blanc             | Chef de cabinet du préfet des Bouches-du-Rhône | Nommé secrétaire général de la préfecture des Vosges                       |
| 6 juillet 1895    | 21 octobre 1898   | Edmond Lerebourg         |                                                | Nommé sous-préfet de Médéa en Algérie française                            |
| 21 octobre 1898   | 5 septembre 1904  | Charles Maulmond         | Sous-préfet de Médéa en Algérie française      | Nommé sous-préfet de Cognac                                                |
| 5 septembre 1904  | 7 novembre 1908   | Charles Dadin            | Sous-préfet de Forcalquier                     | Nommé sous-préfet de Ploërmel                                              |
| 7 novembre 1908   | 3 octobre 1910    | Marcel Guillemet         | Sous-préfet de Castellane                      | Nommé sous-préfet de Parthenay                                             |
| 3 octobre 1910    | 22 septembre 1914 | Eugène Moury-Muzet       | Sous-préfet de Lavaur                          | Nommé sous-préfet de Montargis                                             |
| 23 septembre 1914 | 4 janvier 1916    | Josselin Maingard        | Conseiller de préfecture de la Creuse          | Nommé sous-préfet de Saint-Yrieix                                          |
| 4 janvier 1916    | 5 janvier 1917    | Jean Bellat              | Sous-préfet de Bourganeuf                      | Nommé sous-préfet de Bar-sur-Seine                                         |
| 5 janvier 1917    | 20 février 1921   | Jean Agard               | Conseiller de préfecture de la Vienne          | Nommé sous-préfet de Castelsarrasin                                        |
| 20 février 1921   | 8 septembre 1924  | Alfred Papinot           | Sous-préfet d'Embrun                           | Nommé sous-préfet de Largentière                                           |
| 8 septembre 1924  | 22 septembre 1926 | Joseph Delpeyrou         | sous-préfet de Saint-Affrique                  | Rattaché à la préfecture de la Vienne à la fermeture de la sous-préfecture |